# Morven, Georgia
Morven är en ort i Brooks County i Georgia. Vid 2020 års folkräkning hade Morven 506 invånare.